# Флаг Секейского края
Флаг Секейского края (венг. Székely zászló; рум. Drapelul secuilor) был принят 17 января 2004 года венгерской секейской общиной Румынии. Представляет собой синий флаг с золотой полосой и полумесяцем с солнцем-звездой, которые воспринимаются как древние символы секеев. Румынские власти ввели некоторые ограничения на то, при каких условиях может быть выставлен флаг, способствуя его популярности.
Утверждается, что и символы флага, и его цвета являются традиционными символами секеев. Относительно последнего нет фиксированных свидетельств, но полумесяц и солнце использовались по крайней мере с XV века в Трансильвании. Однако использование «солнечной звезды», как её определил Конья, вызывает споры, поскольку не соответствует геральдическим правилам, несмотря на то, что она традиционно используется во всех флагах и символах финно-угорских народов. Помимо сине-золотого, существует ещё и красно-чёрный, используемый некоторыми секейскими группами и организациями.

## Дизайн
Флаг секеев был разработан Адамом Конья и официально принят в 2004 году. Это синий прямоугольный флаг с соотношением сторон 2:3. Лазурный (синий) фон разрезается горизонтальной золотой полосой в соотношении 2:1:2. На стороне флагштока в верхней синей полосе находится восьмиконечная золотая звезда и серебряный полумесяц.
Согласно первоначальному описанию флага Коньеи, восьмиконечная «солнце-звезда» символизирует восемь исторических мест секеев (Бардок-Миклошварсек, Чиксек, Гердьосек, Кездисек, Марошсек, Орбайсек, Шепсисек и Удвархейсек). Полумесяц и солнце уже считались секейскими символами еще в XVI веке. Фактически, в 1580 году они появились как составные части герба княжества Трансильвания, а трансильванский сейм принял их в качестве официальных символов секеев в 1659 году. Впоследствии полумесяц и солнце начали появляться на флагах и гербах регионов с компактным проживанием секеев.
Утверждалось, что цвета флага, синий и золотой, использовались в военных флагах принца Трансильвании Мозеша Секея и что синий и золотой цвета, используемые в гербе округа Марош-Торда, являются доказательством древность цветов как символы секеев, но это не подтверждено. Кроме того, флаг Мозеша Секея был не сине-золотым, а сине-белым.
Эксперты также подвергли критике то, что солнце, представленное на флаге Секейского края, не соответствует геральдическим правилам, поскольку символ не только не является геральдическим солнцем, но даже не напоминает звезду, а скорее узоры тканых тканей секеев.

### Чёрно-красный вариант
Существует также еще одна неофициальная версия флага Секейского края, известная некоторыми как «старый» или «боевой флаг» секеев. На самом деле эта версия не имеет исторического прецедента, поскольку она была создана во второй половине XX века в районе Чикшек с использованием основных цветов типичного секейского женского народного костюма в качестве «восстания» против румынских властей. Сегодня его в основном используют жители Чиксека, а некоторые ошибочно считают его старым традиционным секейским флагом.
Черно-красная версия используется Всемирным альянсом Секея, зарегистрированным в США, а также среди мотоциклистов и байкеров.

## История
Один из старейших символов секеев — герб XV века, состоящий из бронированной руки, держащей меч на красном фоне; меч пронзает золотую корону, сердце и голову медведя, по обе стороны от которого восходящая луна и шестиконечная звезда. Другие секейские военные флаги того времени, вероятно, также несли эти цвета и символы.
Возможно, сегодняшний официальный флаг восходит к временам трансильванского князя Мозеша Секея. Его военные флаги привели солдат секеев в битву при Гуруслэу 3 августа 1601 года, но после их поражения флаги были захвачены и отправлены в город Прагу, которым тогда правили Габсбурги. Захваченные трансильванские флаги были опубликованы в исследовании 1893 года, проведённом Шандором Микушем по имени Erdélyi hadizászlók 1601-ből («Трансильванские военные флаги 1601 года»).
До XXI века у секеев не было единого флага. До 1876 года каждое секейское место использовало свои собственные символы как независимую политическую единицу, а затем, вплоть до Трианонского договора, венгерские государственные символы. В наше время венгры Румынии начали использовать венгерский флаг, размещая его на зданиях. Однако румынский закон, принятый в 1994 году и дополненный в 2001 году, запрещает демонстрацию флага «иностранных государств», включая Венгрию, в неофициальных случаях, что делает невозможным использование венгерского флага.
В 2003 году был создан Национальный совет Секлера. Он принял сине-золотой флаг и герб секеев работы Адама Коньи, основанные на старых эмблемах секеев, в качестве своих собственных символов.
Поскольку этот совет является главным сторонником секейского движения за автономию, эти символы вскоре стали выражением секейской сплоченности, сотрудничества и самоидентификации. В то время как популярность флага начала постепенно расти, пресса и люди стали называть его «флагом секеев». 5 сентября 2009 года секейская организация провозгласила эти символы флагом и гербом секейской земли. Утверждалось, что румыны не могут связать претензии секеев на автономию с венгерскими ирредентистскими идеями посредством использования флага Секейского края, поскольку на нем нет ни одного венгерского государственного символа.
В последующие годы флаг Секейского края начал появляться на нескольких общественных зданиях, а также в населённых пунктах Секейского края, таких как Чумани (Дьердьочсомафалва) в 2005 году, в Сфынту-Георге (Сепсисентдьёрдь) в 2009 году и в других местах позже. Румынские власти отреагировали на это многочисленными окончательными решениями, вынесенными с 2013 года, согласно которым символика Секейского края должна быть удалена со всех общественных зданий и помещений, в том числе в их интерьере. Чтобы усилить это, в 2015 году был принят новый закон, который ещё больше ограничил использование секейских флагов.
По мнению некоторых, популярность и значение секейского флага в определенной степени можно объяснить преследованием и кампанией против него со стороны румынских властей. По словам венгерского журналиста Левенте Балога, «если бы они не начали кампанию против него, мало кто, кроме его изобретателя, заинтересовался бы им. Однако таким образом он также запечатлелся в умах тех, кто в любом случае, мало общего с секеями, и сегодня они повсюду рассматриваются как символ меньшинства, преследуемого шовинистическими властями».
Он также используется в некоторых местах Венгрии. Фактически, его начали поднимать на здании венгерского парламента в Будапеште 15 февраля 2013 года, а также на нескольких муниципальных зданиях в стране.

## Галерея

Красно-чёрная версия флага
Флаг, использовавшийся в битве при Гуруслэу